# Джорджина Чапман
Джорджина Роуз Чапман (англ. Georgina Rose Chapman; 14 квітня 1976, Лондон, Англія, Велика Британія) — британська акторка, співачка, модельєрка і фотомодель.

## Біографія
Народилася 14 квітня 1976 року в Лондоні (провінція Англія, Велика Британія) в родині бізнесмена-мільйонера Брайана Чапмана.
У 1989 році організувала музичний гурт «Jesus and Mary Jane».
У 2001—2007 роки знялася у 18-ти фільмах і телесеріалах.
У 2004 році разом з Керен Крейг заснувала фешн-лейбл «Marchesa».

## Особисте життя
З 15 грудня 2007 року одружена з Гарві Вайнштайном, з яким зустрічалася 3 роки до їх весілля. Народила двох дітей: донька Індія Перл Вайнштейн (30.08.2010) і син Дашиелл Макс Роберт Вайнштейн (11.04.2013). 10 жовтня 2017 року Джорджина Чапман заявила про розставання з Ванштайном в зв'язку з появою в пресі даних про його сексуальні домагання.